# Rudolf Tichý
Rudolf Tichý (* 8. Mai 1924 in Brünn; † 1. Januar 1993 ebenda) war ein tschechischer Prähistorischer Archäologe.
Tichý besuchte zunächst bis 1943 die Handelsakademie in Brünn und arbeitete von 1945 bis 1951 in Handelsfirmen. Seit 1951 war er am Archäologischen Institut der Tschechoslowakischen Akademie der Wissenschaften in Brünn beschäftigt und studierte daneben Ur- und Frühgeschichte an der Universität Brünn, wo er 1958 promoviert wurde. Er beschäftigte sich insbesondere mit dem Neolithikum in Mähren.